# Bucculatrix lassella
Bucculatrix lassella là một loài bướm đêm thuộc họ Bucculatricidae. Nó được tìm thấy ở Úc.